# Einar Karlsson (lutte)
Pour les articles homonymes, voir Einar Karlsson.
Einar Karlsson est un lutteur suédois né le 1er septembre 1908 à Stockholm et mort le 17 février 1980 dans la même ville.

## Palmarès

### Jeux olympiques
- Médaille de bronze en lutte gréco-romaine dans la catégorie des moins de 61 kg en 1936 à Berlin
- Médaille de bronze en lutte libre dans la catégorie des moins de 61 kg en 1932 à Los Angeles

### Championnats d'Europe
- Médaille d'argent en lutte gréco-romaine dans la catégorie des moins de 66 kg en 1933 à Helsinki
- Médaille de bronze en lutte gréco-romaine dans la catégorie des moins de 61 kg en 1937 à Paris
- Médaille de bronze en lutte gréco-romaine dans la catégorie des moins de 66 kg en 1934 à Rome